# Parlamentsplatz (métro léger de Francfort)
Parlamentsplatz est une station du métro de Francfort. La station est sur la U7 dans la district de Ostend.